# Продолговатый мозг

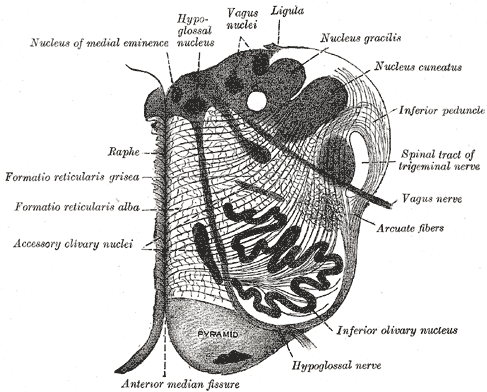
Горизонтальный срез

Продолговатый мозг (лат. myelencephalon, medulla oblongata), или луковица головного мозга (лат. bulbus cerebri) — задний отдел головного мозга, непосредственное продолжение спинного мозга. Происходит из ромбовидного мозга и входит в ствол головного мозга. Регулирует такие основные процессы жизнедеятельности, как дыхание и кровообращение, поэтому в случае повреждения продолговатого мозга мгновенно наступает смерть.

## Эмбриональное развитие
| Первичный мозговой пузырь | Вторичные мозговые пузыри | Первичные ромбомеры | Вторичные ромбомеры   |
| ------------------------- | ------------------------- | ------------------- | --------------------- |
| Ромбэнцефалон (Rh)        | Метэнцефалон (Mt)         | A                   | Перешеек (истмус (I)) |
| Ромбэнцефалон (Rh)        | Метэнцефалон (Mt)         | A                   | Rh1                   |
| Ромбэнцефалон (Rh)        | Метэнцефалон (Mt)         | A                   | Rh2                   |
| Ромбэнцефалон (Rh)        | Метэнцефалон (Mt)         | A                   | Rh3                   |
| Ромбэнцефалон (Rh)        | Миелэнцефалон (My)        | B                   | Rh4                   |
| Ромбэнцефалон (Rh)        | Миелэнцефалон (My)        | C                   | Rh5                   |
| Ромбэнцефалон (Rh)        | Миелэнцефалон (My)        | C                   | Rh6                   |
| Ромбэнцефалон (Rh)        | Миелэнцефалон (My)        | C                   | Rh7                   |
| Ромбэнцефалон (Rh)        | Миелэнцефалон (My)        | D                   | Rh8                   |

## Анатомия
Дорсально нижней границей считается место выхода корешков 1-го шейного спинномозгового нерва или уровень большого отверстия затылочной кости (или decussacio sensoria), а вентрально — перекрест пирамид. Сверху граничит с мостом головного мозга.

### Внешнее строение
Анатомически сочетает в себе черты строения и спинного, и головного мозга. Так, на вентральной поверхности выделяют переднюю срединную щель (лат. fissura mediana anterior) разделяющую пирамиды (лат. pyramides medullae oblongatae), продолжения передних канатиков спинного мозга. На задней стороне спинного мозга нервные волокна пирамид, предварительно совершив перекрёст в глубине передней линии (лат. decussatio pyramidum) образуют латеральные кортикоспинальные пути. Не перекрестившиеся нервные волокна на передней стороне переходят в передний кортикоспинальный путь. Сбоку от пирамид располагается овальное расширение, олива, отделяемое от них переднелатеральной бороздой, содержащее одноименные ядра.
Пирамиды появляются у высших позвоночных в ходе развития новой коры и достигают наибольшего развития у человека, так как соединяют кору большого мозга, сильнее всего развитую у человека, с ядрами черепных нервов и передними, двигательными, рогами спинного мозга.
На дорсальной поверхности от спинного мозга продолжается задняя срединная борозда, (лат. sulcus medianus posterior). Латеральнее, до заднелатеральной борозды, располагаются задние канатики. Промежуточная борозда, разделяет их на медиальный тонкий пучок (лат. fasciculus gracilis) и латеральный клиновидный (лат. fasciculus cuneatus), в которых располагаются одноименные ядра серого вещества. Сзади от оливы из заднелатеральной борозды выходят IX, X и XI пары черепных нервов.

### Внутреннее строение
Внутреннее строение обусловлено функциями продолговатого мозга: регуляцией обмена веществ, дыхания и кровообращения; равновесием и координацией движений. В соответствии с этим выделяют следующие ядра серого вещества:
1. Ядро оливы, лат. nucleus olivaris, представленное извитой пластинкой серого вещества. Связано с зубчатым ядром мозжечка, таким образом являясь промежуточным ядром равновесия. Также встречается медиальное дополнительное ядро оливы[5].
2. Ретикулярная формация (лат. formatio reticularis). Обеспечивает связь отдела со всеми органами чувств, спинным мозгом и остальными отделами, регулируя нервную активность различных отделов нервной системы[6].
3. Ядра IX—XII пар черепных нервов: языкоглоточный нерв, блуждающий нерв, добавочный нерв, подъязычный нерв.
4. Центры дыхания и кровообращения, связанные с ядрами блуждающего нерва.

В белом веществе различают длинные и короткие проводящие пути, обеспечивающие взаимосвязь остального головного мозга со спинным, а также продолговатого с соседними отделами. К длинным относят: пирамидальные пути, пути тонкого и клиновидного пучков.